# إسلان

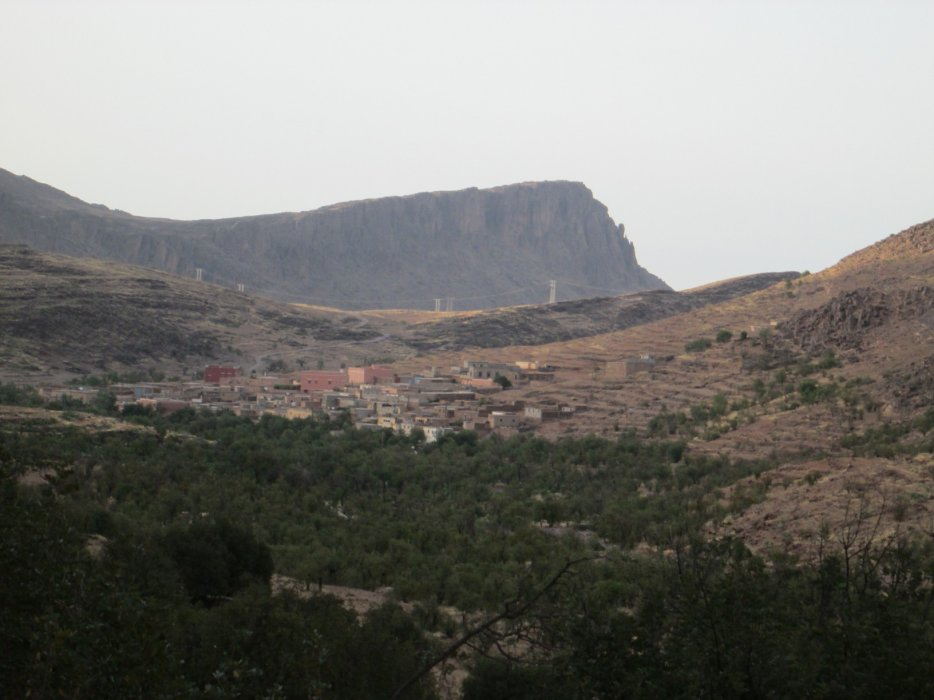
منظر عام لقرية إسلان

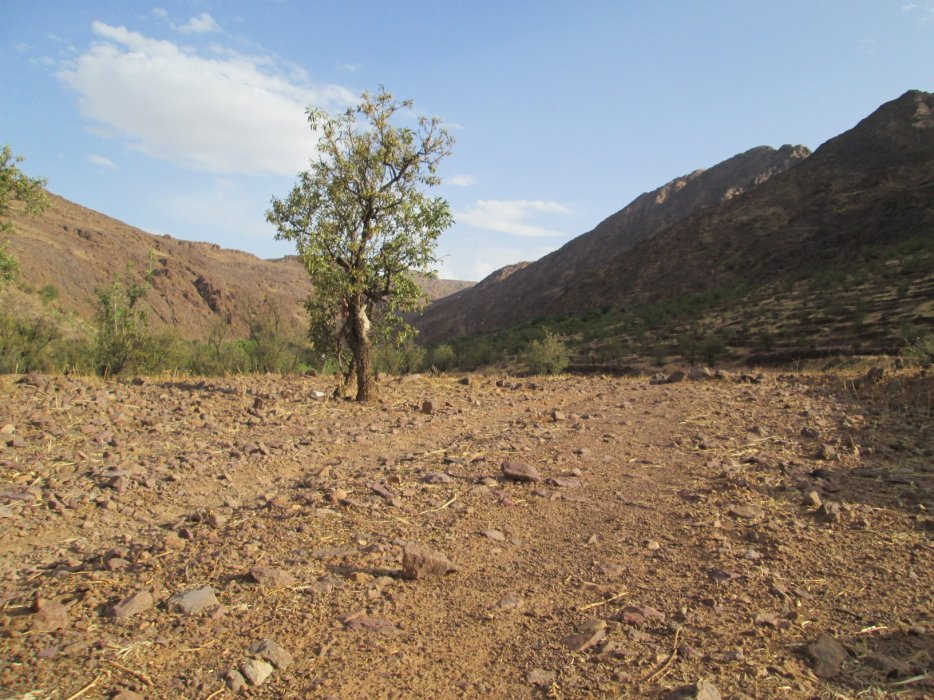
غابة تفريت وأشجار اللوز

تقع قرية إسلان في إقليم تارودانت جنوب المغرب وهي بلدة تابعة ل قيادة إغرم وجماعة أزغار نيرس.
إسلان بلدة ذات تضاريس جغرافية خلابة وصعبة. وتشتهر هذه القرية بوادي «أنركي» الذي يحتضن شلال «تمدا نييلي». ويضم كذلك بحيرات صغيرة يتواجد في بعضها الأسماك.
 كما ان السكان يزرعون فيه الكثير من المحاصيل الزراعية. وتوجد شمال إسلان غابة «تفريت» التي لا تقل جمالا عن أنركي.
ويحد إسلان من الجنوب وادي «أساكا» الذي هو امتداد لـ«أنركي» ومن الشمال جبل «إماوساكا» ومن الشرق سهول«إلازن» إلى حدود أفلاوزغار. ومن الغرب قمة جبل «أكليم» البالغ ارتفاعها حوالي 400 متر. اما الطقس فيكون باردا في الشتاء ومعتدلا طوال أشهر السنة 

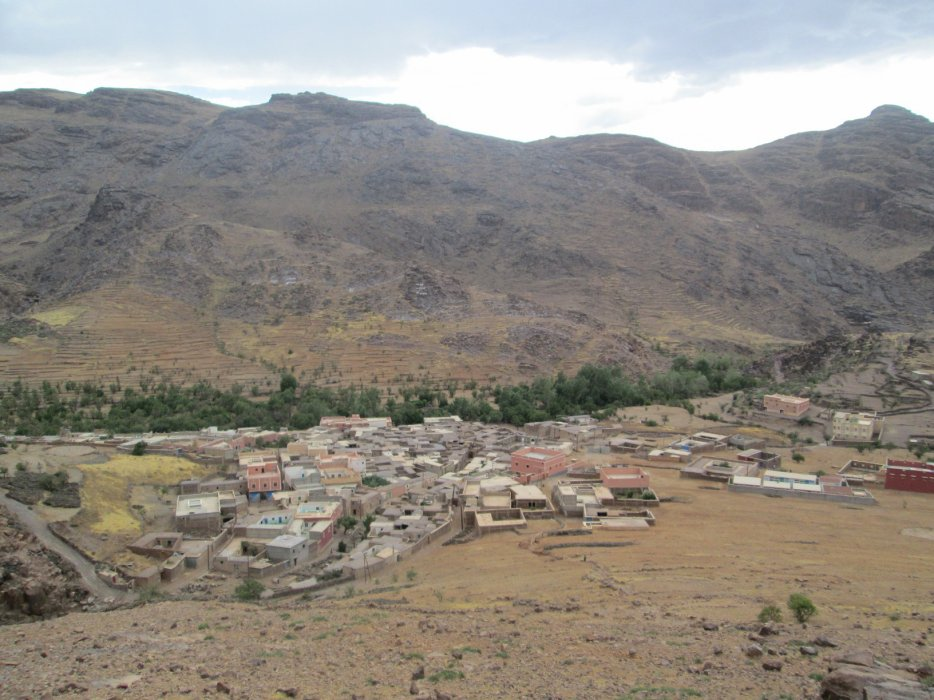
اسلان ،منظر بانورامي

 ويبلغ عدد سكانها حوالي 300 نسمة أغلبهم مستقر، والبقية هاجرو إلى المدن الكبرى وأغلبهم من الشباب.

.

## نهر أنركي
'يمتد نهر أنركي لمسافة طويلة قد تصل إلى 6 كيلومترات من «إيمي نتمدا» 

إلى ما وراء «اساكا» ويشتهر الوادي بالشلال الذي ينهمر من «تفضنا».هذه الاخيرة تنسج حولها الكثير من الأساطير لوجودها في اخدود مخيف يصعب الوصول إليها
 من طرف السكان ويتواجد بها أعشاش الحمام.
وقد كان للوادي دور كبير في اقتصاد القرية، لكونه منطقة فلاحية خصبة.

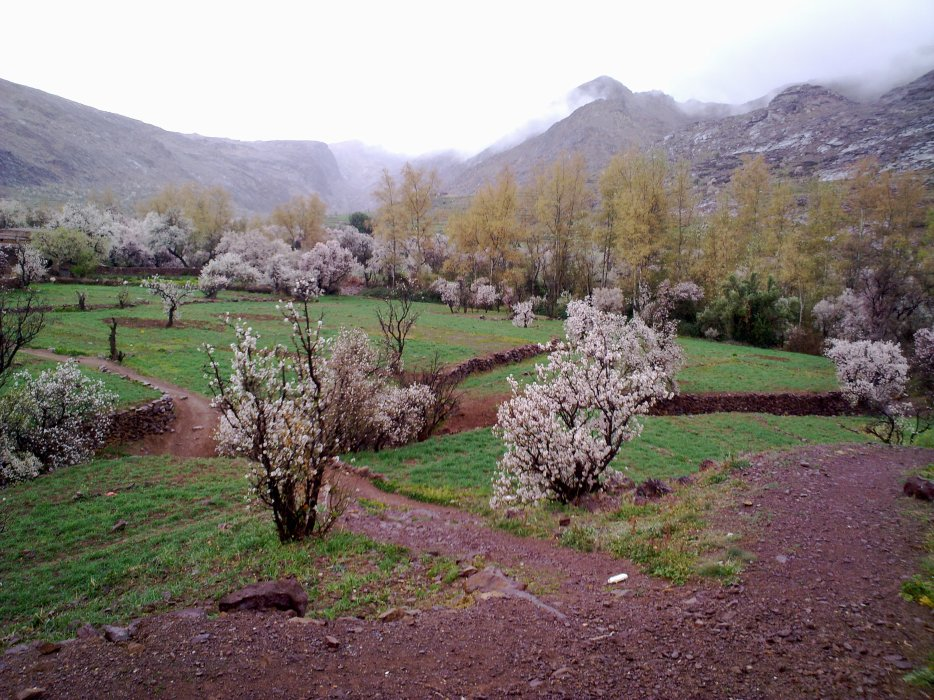
جبل اكليم وقد غطه السحاب خلال فصل الشتاء

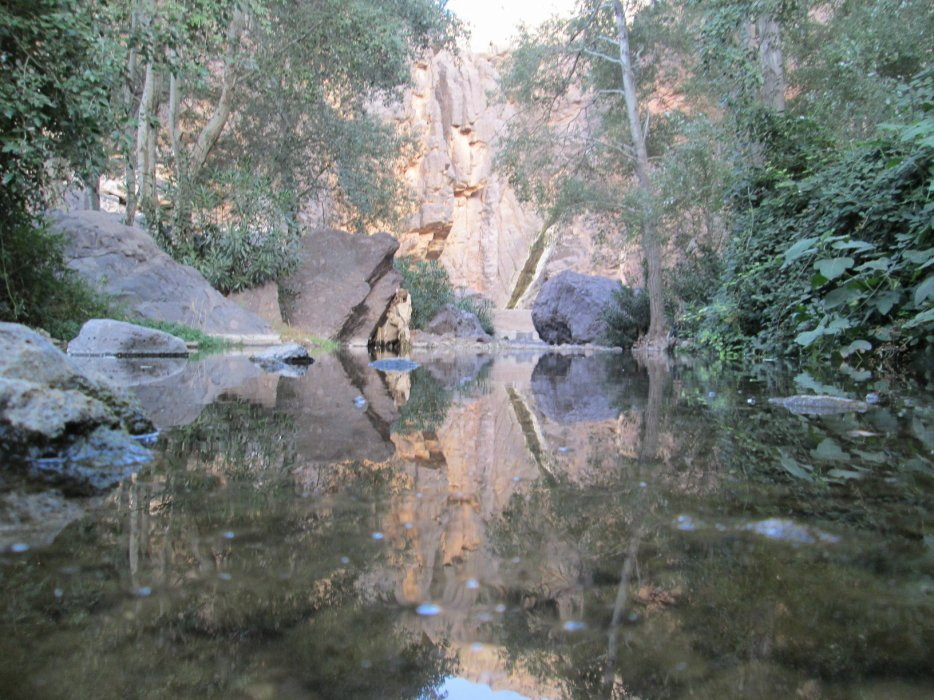
وادي أنركي وبحيرة الأسماك

.

## المناسبات الدينية والاجتماعية
كما هو الحال في جميع المناطق المغربية  تقام في البلدة العديد من المناسبات منها على سبيل المثال لا الحصر، الرماة وتقام في كل صيف حيت يجتمع الرجال في منزل«الرمى» الموجود في «داراونرار» المجاور لـمقبرة «سيدي محند اوصالح» حيث يتدارسون طريقة عمل المكلفين الذين سيتكلفون بتنظيم هذه المناسبة التي تستمر لمدة ثلاثة أيام. وتشتمل على فقرات بعد الزوال عبارة عن تمتيلات فكاهية ورقصات فلكلورية وأثناء ذلك تقوم النساء بجلب اطباق من الحلويات والثمار ويقوم مسير الحفل بالدعاء لهن، فيما الرجال المشاركون والشباب وحتى الأطفال يقومون بحركات بهلوانية أمام الجمهور، كما يتم اختيار أفضل العجول في القرية لذبحه عشية بدء «الرمى».

## معرض الصور

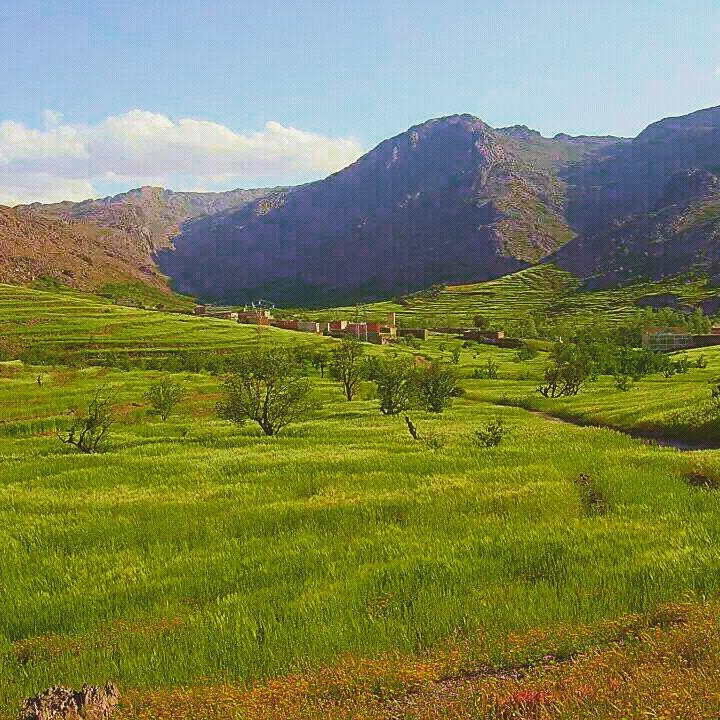